# Боровац (Соколац)
Боровац је насељено мјесто у општини Соколац, Република Српска, БиХ. Према попису становништва из 1991. у насељу је живјело 117 становника.

## Становништво
| Демографија | Демографија | Демографија |
| Година      | Становника  | Становника  |
| ----------- | ----------- | ----------- |
| 1971.       | 103         |             |
| 1981.       | 119         |             |
| 1991.       | 117         |             |